# Milo MacMahon
Emílio Victor Caldeira MacMahon de Victoria Pereira, mais conhecido por Milo, (Benguela, 3 de Maio de 1938 - ?, 4 de Abril de 1985) na então cidade de Sá da Bandeira, actual Lubango, foi um cantor angolano e autor de êxitos como Muamba, Banana e Cola, Poema Para Salvador Allende, Beija-me..., entre outras. Milo morreu devido a um edema.